# Tele Elx
Tele Elx  es un medio de comunicación de Elche de información de carácter local. Fundada en 1987, fue una de las primeras televisiones locales de la Comunitat Valenciana y de España. Actualmente engloba un canal de televisión, una emisora de radio, una web de noticias y una aplicación móvil, además de tener presencia en redes sociales.

## Historia
TeleElx inició sus emisiones el 27 de marzo de 1987. En sus inicios comenzó siendo una empresa que distribuía películas por cable, una práctica aparentemente extendida por lo que era considerado un distribuidor de vídeo comunitario, que se adelantó a la legislación vigente. La programación constaba de dos horas diarias de películas y tres horas de producción propia.
El primer informativo local se emitió el 30 de abril de 1987 y desde entonces se ha mantenido en antena de forma ininterrumpida bajo el nombre de TeleNit.
Cerca de un año después de su inicio, según diarios de la época, existían 23.000 conexiones diarias y una audiencia equivalente a la totalidad de la localidad ilicitana. 
A finales de los años 90 comenzó a emitir toda su programación en abierto.
De 1999 a 2009 emitió programación nacional de Localia Televisión y programación local de Tele Elx.
En 2010, comenzó a emitir por TDT usando el mismo canal por el cual emitía en analógico.
Actualmente se puede ver tanto en TDT como en distribuidoras por cable como VodafoneTV. Anteriormente se podía ver en CableWorld.

## Cobertura
TeleElx se puede sintonizar en el canal 41 de la TDT de Elche, en el canal 703 en Vodafone TV y en su página web.

## Audiencia
A nivel local, la audiencia no se puede medir de forma diaria en TDT. Pero existen varios informes que certifican la audiencia del medio. Es el caso del estudio anual realizado por Infotécnica, que da a TeleElx una media de 150.000 espectadores, especialmente en la franja nocturna (de 20:00 a 00:00 horas). 
En el año 2016, la Universidad Miguel Hernández realizó una encuesta sobre los medios de comunicación en Elche donde quedó patente la audiencia de TeleElx.

## Programación

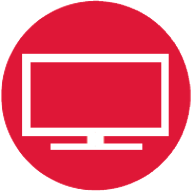
41 TDT

La programación de TeleElx se basa principalmente en contenidos locales con carácter informativo. A la actualidad local, se unen programas de divulgación histórica, magazines lúdicos, espacios culturales y deportivos, sin olvidar su vocación de servicio público; de una forma independiente, rigurosa y comprometida con Elche.
Telediario local (Telenit):
- Una única edición, de 21:30 a 22:00 y se repite infinidad de veces durante el día

## Radio
TeleElx Radio Marca Elche

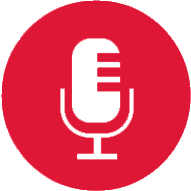
101.4 FM

El 101.4 lleva más de 25 años en el dial de los ilicitanos. Ahora como TeleElx Radio Marca comienza su nueva andadura, ofreciendo más de doce horas de programación propia. Una apuesta decidida con la que pretende convertirse en referente de la actualidad, el ocio, la música y el entretenimiento local. Una vocación de servicio público que queda reflejada desde las 7 de la mañana con toda la información local y que continúa a lo largo de todo el día hasta llegar a las 8 de la tarde. La tecnología nos permite a través de la web y de la aplicación móvil ampliar la actual cobertura provincial y llegar a cualquier parte del mundo vía internet. 
La información, el debate, la opinión, el entretenimiento, la música y el buen humor centran la renovada plantilla de TeleElx Radio Marca. El deporte liderado por Paco Gómez, siguiendo al Elche CF, y el resto de equipos destacados de la ciudad tienen también un papel importante en la nueva programación. Por eso, se mantiene el respaldo de Radio Marca, que continuará sus emisiones desde las 20 horas y con la retransmisión de los principales acontecimientos deportivos tanto de ámbito nacional como internacional.

## Web

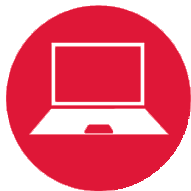
teleelx.es

TeleElx.es —antes infoexpres.es— tiene una media de más de 500.000 páginas vistas al mes, sobrepasando al mes los 100.000 usuarios únicos (media junio-agosto de 2014, Google Analytics). Sin duda es el medio digital local con más lectores.
La nueva página ofrece más contenido multimedia con una interfaz más moderna, atractiva y usable. Estrena nuevas secciones como Fiestas con todas las noticias de nuestras tradiciones; y los blogs de Moda y Entretenimiento para estar a la última en las tendencias locales.
Como complemento a toda la oferta de TeleElx, las redes sociales también significan el liderazgo del grupo y se ponen a disposición como soporte publicitario. TeleElx dispone de la mayor comunidad local de información en la red, a muchísima distancia de los competidores.